# Cerkiew Świętej Trójcy w Ufie
Cerkiew Świętej Trójcy w Ufie (ros. /cerk. Троицкая церковь) – prawosławna cerkiew w Ufie, wzniesiona po 1600 i zniszczona w r. 1956. Do 1841 r. nosiła wezwanie Smoleńskiej Ikony Matki Bożej i tytuł soboru, który straciła po oddaniu do użytku soboru Zmartwychwstania Pańskiego w Ufie. Na miejscu po świątyni wznosi się Pomnik Przyjaźni.

## Historia
Cerkiew została wzniesiona w obrębie ufijskiego kremla, na miejscu starszej, drewnianej świątyni pod wezwaniem Kazańskiej Ikony Matki Bożej, zbudowanej najpewniej w 1579 r. i istniejącej do 1600 r. Z datków przedstawicieli szlachty, przeniesionych do Ufy na służbę państwową na niedawno przyłączonych ziemiach, po tej dacie zbudowano na tym miejscu nową świątynię. Był to sobór, główna prawosławna świątynia w mieście, pod wezwaniem Smoleńskiej Ikony Matki Bożej. Data wskazana na cerkiewnym antyminsie sugeruje, że obiekt konsekrowano w 1616 r.
Sobór z wolno stojącą dzwonnicą wznoszony był w stylu typowym dla epoki, bliskim moskiewskiej architekturze sakralnej, będąc budowlą zarówno sakralną, jak i obronną, miejscem ostatniej obrony w razie opanowania przez przeciwników całego wzgórza. Budowla była zwieńczona piatigławiem (większą centralną kopułą i czterema mniejszymi w narożnikach). W XVII w. obiekt powiększono o dwa ołtarze boczne Świętych Piotra i Pawła i św. Mikołaja. W XVIII w. natomiast w sąsiedztwie budynku wzniesiono 26-metrową dzwonnicę.
W 1816 r. pożar zniszczył obydwa ołtarze boczne, których już nie odbudowano. Dwadzieścia pięć lat później obiekt stracił status soboru, gdyż w Ufie wzniesiona została nowa cerkiew katedralna pod wezwaniem Zmartwychwstania Pańskiego. Wtedy też zmieniono wezwanie budynku.
Cerkiew pozostawała czynna do 1930 r., gdy miejscowe władze radzieckie zdecydowały o jej zaadaptowaniu na kino, a następnie na magazyn. W 1940 r. Rada Komisarzy Ludowych Baszkirskiej Autonomicznej SRR nadała świątyni status zabytku. Mimo to w 1956 r. cerkiew została wysadzona w powietrze, a znajdujące się przy niej nagrobki znaczących obywateli miasta – zniszczone. Przeciwko zniszczeniu historycznej budowli bezskutecznie protestowali działacze kultury i badacze, w tym Ilja Erenburg, Iwan Pietrowski, Konstantin Fiedin, Michaił Tichomirow i Igor Grabar. Burzenie cerkwi trwało trzy dni. Na jej miejscu zbudowano, dla uczczenia czterysetnej rocznicy przyłączenia Baszkortostanu do państwa rosyjskiego,  Pomnik Przyjaźni.